# Larvik HK
Larvik HK, pełna nazwa: Larvik Håndballklubb, żeński klub piłki ręcznej z Norwegii, powstały w 1990 roku w Larviku. Klub występuje w rozgrywkach Eliteserien nieprzerwanie od sezonu 1992/93. Najbardziej utytułowany klub w Norwegii i jeden z najbardziej utytułowanych klubów w Europie do którego należy wiele rekordów min. liczba meczów ligowych u siebie bez porażki wynosząca 187 (116 w Berg Lihallen + 71 w Arena Larvik) ostatnia porażka 14.03.1999 ze Stabæk 26-27.

## Sukcesy

### Mistrzostwo Norwegii
- (19x) 1994, 1997, 2000, 2001, 2002, 2003, 2005, 2006, 2007, 2008, 2009, 2010, 2011, 2012, 2013, 2014, 2015, 2016, 2017
- (1x) 1995
- (3x) 1996, 1998, 2004

### Puchar Norwegii
- (16x) 1996, 1998, 2000, 2003, 2004, 2005, 2006, 2007, 2009, 2010, 2011, 2012, 2013, 2014, 2015, 2016, 2017
- (4x) 1994, 1997, 1999, 2008

### Playoff
- (15x) 1995, 1996, 1997, 2005, 2006, 2007, 2008, 2009, 2010, 2011, 2012, 2013, 2014, 2015, 2016
- (1x) 1994
- (sezon 1997/98-2003/04 nie były rozgrywane)

### Liga Mistrzyń
- (1x) 2011
- (1x) 2013, 2015

### Puchar EHF
- (1x) 1996

### Puchar Zdobywców Pucharów
- (2x) 2005, 2008
- (1x) 2009

## Zawodniczki

### Polki w klubie
| Imię i nazwisko | Lata gry  |
| --------------- | --------- |
| Alina Wojtas    | 2014-2016 |

## Kadra 2016/17
Bramkarki
- 01  Sandra Toft
- 12  Alma Hasanic
- 94  Gabriela Moreschi

Skrzydłowe
prawe
- 11  Linn-Kristin Riegelhuth Koren
- 07  Hege Løken

lewe
- 19  Thea Mørk
- 22  Sanna Solberg

Obrotowe
- 04  Marit Malm Frafjord
- 13  Vilde Johansen

Rozgrywające
prawe
- 24  Amanda Kurtović

środkowe
- 03  Anja Hammerseng-Edin
- 08  Karoline Dyhre Breivang
- 10  Gro Hammerseng-Edin
- 17  Tine Stange

lewe
- 14  Kristine Breistøl
- 23  Lena Løwe
- 28  Alina Wojtas